# 日本天文教育普及研究会
日本天文教育普及研究会（にほんてんもんきょういくふきゅうけんきゅうかい、Japanese Society for Education and Popularization of Astronomy, JSEPA）は、天文教育の振興および天文普及活動の推進を目的に設立された会員制の研究会。公式の略称はないが、「天教」や「普及研」、「天教研」などと略して呼ばれることもある。2017年12月に、それまでの「天文教育普及研究会」を改組し、一般社団法人日本天文教育普及研究会として発足した。2020年現在の会長は松本直記。

## 概要
1987年に大脇直明（当時、東京学芸大学）と、磯部琇三（当時、東京天文台）が中心となった「第1回天文教育研究会」が駿台学園「一心荘」（北軽井沢）で開催され、広く国内の小中高大の学校教育者、博物館科学館などの社会教育関係者、アマチュア天文家などが参加した。1989年にその第3回天文教育研究会において「天文教育普及研究会」として会則を定め会としての活動を始める。国際天文学連合 (IAU) の第46委員会（天文教育委員会）における日本国内での天文教育に関する活動報告・研究発表なども担当している。会員資格は特になく、教員、研究者、科学館・博物館・プラネタリウム等社会教育施設の従事者、光学機器メーカー、アマチュア天文家、学生、ウィキペディアンなど、幅広い層から天文教育や天文普及に関心のある個人や団体が入会している。
主な活動として、夏に年会（総会）「天文教育研究会」が開催されている。日本国内に北海道・東北・関東・中部・近畿・中国四国・九州の7つの支部があり、各支部ごとに年に1 - 3回程度の支部研究集会及び親睦会を開催。年会・支部会とも会員以外の参加もあり、広く門戸が開かれている。その他、天文教育に関するワーキンググループを設けて、天文教育の普及に向けた活動を実施。ワーキンググループの成果は、後述の出版物に記載される。

### 歴代会長
- 磯部琇三（国立天文台）[7]
- 水野孝雄（東京学芸大学）[7]
- 横尾武夫（大阪教育大学）[7]
- 沢武文（愛知教育大学）[7]
- 松村雅文（香川大学）[7]
- 嶺重慎（京都大学）[7]
- 縣秀彦（国立天文台）[7]
- 岡村定矩（東京大学）[7]
- 松本直記（慶應義塾高等学校）[7]

## 出版物
- 会報「天文教育」（年6回発行）
- 年会集録
- 「天文教具」-星座早見盤、小型天体望遠鏡、小型プラネタリウム、日時計などの教育用教具についての研究
- 「教育のためのプラネタリウム」- 日本プラネタリウム協議会との共著
- 「宇宙をみせて」（天文教育普及研究会編、恒星社厚生閣）
- 「宇宙を学べる大学はこんなにある」-中部支部作成
- 「博物館・科学館における天文展示の調査と分析」-近畿支部作成

## その他
- 日本天文学会と共催で「天文教育フォーラム」の開催
- 日本天文学会と共催で「日本天文学会ジュニアセッション」の開催
- 高校生天体観測ネットワークの共催